# Повесть об Ульянии Осорьиной
Повесть об Иулиании Лазаревской («Повесть об Улиянии Осорьиной») — древнерусское сочинение 1-й половины XVII века, сочетающее в себе элементы агиографического канона и бытовой биографической повести. Первая и единственная биография женщины в средневековой Руси.

## История создания
Самый ранний текст, содержащий пересказ о том, как были найдены мощи Ульянии и какие чудеса произошли у её гроба, содержится в сборнике-конволюте XVI—XVII веков. Документальных сведений о том, что была проведена официальная канонизация Юлиании Лазаревской, не сохранилось.
Автором жития являлся родной сын праведной Иулиании — Дружина (Каллистрат) Осорьин. Сочинение было написано не ранее 1615 года (по некоторым спискам — 1614 года), когда во время погребения другого сына Иулиании, Георгия, были обретены нетленные мощи его матери. С точки зрения М. О. Скрипиля, повесть была создана в 1620-е или 1630-е годы.
Исследователи выделяют 3 редакции жития: краткую, пространную и смежную. Краткая редакция была написана после обретения мощей и не получила широкого распространения. Наибольшее число списков содержат пространную редакцию, созданную в середине XVII века с участием Осорьиных. На основе краткой редакции был составлен текст сводной, найденный в одном списке конца XVII века.

## Содержание
Сочинение излагает жизнеописание праведной мирянки, структурно опирающееся на нормы агиографического канона: рождение от благочестивых родителей, стремление с детских лет к аскезе, смирение, послушание, усердие в молитве и посте, мирное преставление и посмертные исцеления у гроба. Однако житийная канва наполняется подробностями быта Иулиании (ведение домашнего хозяйства, отношения с мужем, детьми и домочадцами), психологизмом и художественными деталями, что вносит в сочинение светские черты. Праведность Осорьиной, которая, несмотря на желание, так и не постриглась в иночество и даже длительными периодами не посещала церковь, была мирской. Её главные добродетели — трудолюбие и сострадание, готовность оказать помощь. Суть подвижничества святой заключена в деятельной любви к ближнему. Повесть отражает реалии жизни русского поместного дворянства, социально-экономические явления и исторические события 2-й половины XVI — начала XVII веков.

## Своеобразие
Литературный памятник древней Руси появляется на рубеже жанров: житийного и светского (бытового). В произведение, сохраняющее композицию жизнеописания, привносятся черты, характерные не для лица, живущего исключительно заботами о духовном совершенствовании и исполнении святого долга в ските, монастыре или схиме, автор пишет о человеке, существующем в обычных условиях с их каждодневными и простыми делами, свойственными обычному человеку. Героиней повествования и объектом исследования является мирской человек, существующий в бытовой и конкретной исторической обстановке — муромская помещица, жизнь которой протекала в XVI веке (умерла 02.01.1604).
Исследователь М. О. Скрипиль дал первому своеобразному светскому произведению «Житие и преставление святыя и преподобныя и праведныя матере нашея Иулиании Лазаревская» жанровое определение — «Повесть об Ульянии Осорьиной».
Автор «Повести» пишет, по сути, биографическое повествование, в которой агиографические черты были невольной данью традиции, отражающей закономерности литературного процесса той эпохи. Он постоянно подчёркивает, что истоки святости Улиании находятся на земле: героиня не возносится над бытом, наоборот, находится в неустанных трудах и заботах о хозяйстве, быте, заботится о семье — муже и детях.
Исследователи древнерусской литературы сходятся во мнении, что повесть следует рассматривать как прообраз светской биографии, в чём и проявляется её своеобразие — жизнь женщины-мирянки Ульянии Осорьиной, описанная её сыном Дружиной Осорьиным как житие, в то же время использует сниженную и упрощённую лексику, проявляет интерес к личности, живописует её характер, подчёркивая кротость, трудолюбие и доброту, её отношения с внешним миром.